# Colli a Volturno
Colli a Volturno – miejscowość i gmina we Włoszech, w regionie Molise, w prowincji Isernia.
Według danych na rok 2004 gminę zamieszkiwało 1405 osób, 58,5 os./km².